# Nekrolog 1. Quartal 1949
Nekrolog
◄◄
| ◄
| 1945
| 1946
| 1947
| 1948
| 1949 | 1950 | 1951 | 1952 | 1953 | ► | ►►
1. Quartal |
2. Quartal |
3. Quartal |
4. Quartal 1949
Weitere Ereignisse | Allgemeiner Nekrolog 1949
Die Beschreibung der verstorbenen Person sollte so kurz wie möglich gehalten sein und nur deren signifikante Tätigkeit(en) enthalten.
Neue Namen ggf. auch unter dem Geburts- und Sterbedatum, also etwa unter 1. Januar und im Geburts- und Sterbejahr (2024) eintragen (nur bei entsprechender großer Wichtigkeit). Für Beispiele siehe die schon vorhandenen Artikel.
Außerdem über die fünf zuletzt Verstorbenen, zu denen es einen ausreichend guten Artikel für eine Präsentation auf der Hauptseite gibt, nach der todesbedingten Überarbeitung der Artikel ggf. auch unter Wikipedia Diskussion:Hauptseite informieren und sie am besten auch in den anderen Wikipedia-Sprachversionen eintragen. Tipp: Regelmäßig bei news.google.de nach „ist tot“, „gestorben“ oder „verstorben“ suchen.
Wenn eine Person gestorben ist, gibt es viele Seiten zu dieser Person in der Wikipedia, die davon auch betroffen sind und entsprechend aktualisiert werden müssen. Beispiele: Namenübersichtsseite, Geburtsjahr, Geburtsort-Seiten und viele mehr.
Wie finde ich die betroffenen Seiten?
Im Suchfeld auf der linken Seite gibt man den Suchbegriff so ein: „Vorname Nachname“. Dann klickt man auf Volltext und alle Seiten mit entsprechendem Suchtext werden aufgerufen. Hier sieht man dann schnell, wo auch das Todesjahr Sinn macht oder sogar ein Teil des Artikels angepasst werden muss. Auch hilft das „Werkzeug“ auf der linken Seite sehr gut, um solche Seiten aufzufinden: „Links auf diese Seite“. Somit ist die Wikipedia wieder aktuell in allen Bereichen! Hinweis: bei Eintragung der Kategorie „Gestorben JAHR“ wird der Missbrauchsfilter 49 ausgelöst, was jedoch nicht schlimm ist. Siehe: Spezial:Missbrauchsfilter/49
Dies ist eine Liste von im ersten Quartal 1949 verstorbenen bekannten Persönlichkeiten. Die Einträge erfolgen innerhalb der einzelnen Daten alphabetisch sortiert. Tiere sind im Nekrolog für Tiere zu finden.

## Januar
| Tag        | Name                                  | Beruf, bekannt als                                                                                                  | Alter | Beleg |
| ---------- | ------------------------------------- | --- | ----- | ----- |
| 1. Januar  | Fred J. Douglas                       | US-amerikanischer Politiker                                                                                         | 79    |       |
| 1. Januar  | Reinhard Groscurth                    | deutscher evangelischer Theologe                                                                                    | 82    |       |
| 1. Januar  | Friedrich Kreutzberger                | österreichischer Politiker (CSP), Abgeordneter zum Nationalrat                                                      | 68    |       |
| 1. Januar  | Hans Preiss                           | deutsch-englischer Buchhändler                                                                                      | 57    |       |
| 1. Januar  | Vito Timmel                           | italienischer Maler                                                                                                 | 62    |       |
| 2. Januar  | Rue J. Alexander                      | US-amerikanischer Politiker                                                                                         | 59    |       |
| 2. Januar  | Florence Gertrude de Fonblanque       | englisch-britische Schauspielerin und Suffragette                                                                   | 84    |       |
| 2. Januar  | Fritz Hille                           | deutscher Manager                                                                                                   | 57    |       |
| 2. Januar  | Jock McNab                            | schottischer Fußballspieler                                                                                         | 54    |       |
| 2. Januar  | Hermann Uhlfelder                     | deutscher Architekt                                                                                                 | 81    |       |
| 2. Januar  | Oskar Zeller                          | deutscher Chirurg                                                                                                   | 85    |       |
| 3. Januar  | Josef Baldinger                       | österreichischer Bauer, Gastwirt und Politiker (CS), Landtagsabgeordneter                                           | 82    |       |
| 3. Januar  | Octaviano Pereira de Albuquerque      | brasilianischer Geistlicher und römisch-katholischer Bischof von Campos                                             | 82    |       |
| 3. Januar  | Raphaël Charles Peyre                 | französischer Bildhauer                                                                                             | 76    |       |
| 4. Januar  | Hans Heckner                          | deutscher Architekt und Stadtplaner, kommunaler Baubeamter                                                          | 70    |       |
| 4. Januar  | Johannes Müller                       | protestantischer Theologe                                                                                           | 84    |       |
| 4. Januar  | August Herman Pfund                   | US-amerikanischer Physiker und Spektroskopiker                                                                      | 69    |       |
| 4. Januar  | Karl Polenske                         | deutscher Jurist und Hochschullehrer                                                                                | 67    |       |
| 4. Januar  | Oscar Polk                            | US-amerikanischer Schauspieler                                                                                      | 49    |       |
| 4. Januar  | Wilhelm Weyer                         | erster Oberhausener Polizeipräsident in der Weimarer Republik                                                       | 73    |       |
| 5. Januar  | Max Bockmühl                          | deutscher Chemiker                                                                                                  | 66    |       |
| 5. Januar  | Hermann Bohne                         | norwegischer Turner                                                                                                 | 58    |       |
| 5. Januar  | Eugen von Frauenholz                  | bayerischer Offizier, Historiker                                                                                    | 66    |       |
| 5. Januar  | Sławomir Miklaszewski                 | polnischer Bodenkundler                                                                                             | 74    |       |
| 5. Januar  | Maria Joseph Weber                    | Lothringer Priester, Spiritanerpater, Superior des Missionskonviktes St. Guido in Speyer, Autor und Volksmissionar  | 62    |       |
| 6. Januar  | Edwin Baer                            | Schweizer Unternehmer                                                                                               | 69    |       |
| 6. Januar  | Anton Fendrich                        | deutscher Politiker und Schriftsteller                                                                              | 80    |       |
| 6. Januar  | Victor Fleming                        | US-amerikanischer Filmregisseur                                                                                     | 59    |       |
| 6. Januar  | Joseph Hartleib                       | deutscher Politiker (SPD), MdR                                                                                      | 73    |       |
| 6. Januar  | Thomas de la Hoz                      | spanischer Dominikaner, Priester und Apostolischer Präfekt                                                          | 70    |       |
| 6. Januar  | Gennaro Righelli                      | italienischer Filmregisseur und Drehbuchautor                                                                       | 62    |       |
| 7. Januar  | Michael Burgau                        | deutscher Politiker (SPD)                                                                                           | 70    |       |
| 7. Januar  | Flora McKinnon Drummond               | englische Frauenrechtlerin                                                                                          | 70    |       |
| 7. Januar  | Albert Henry Mowbray                  | US-amerikanischer Wirtschaftswissenschaftler                                                                        | 67    |       |
| 7. Januar  | José Ramos Preto                      | portugiesischer Jurist und Politiker                                                                                |       |       |
| 7. Januar  | Elin Wägner                           | schwedische Autorin, Journalistin und Feministin                                                                    | 66    |       |
| 8. Januar  | Perce Blackborow                      | britischer Seemann und Antarktisreisender                                                                           | 54    |       |
| 8. Januar  | Heinz Dungs                           | deutscher Theologe und Pfarrer                                                                                      | 50    |       |
| 8. Januar  | Heinrich Jäcker                       | deutscher Politiker (SPD), MdR                                                                                      | 79    |       |
| 8. Januar  | Elisabeth Lupka                       | deutsche KZ-Aufseherin in verschiedenen Konzentrationslagern                                                        | 46    |       |
| 8. Januar  | Ludwig von Rücker                     | deutscher Verwaltungsjurist                                                                                         | 83    |       |
| 8. Januar  | Umezu Yoshijirō                       | japanischer General, Oberbefehlshaber der japanischen Armee im Zweiten Weltkrieg                                    | 67    |       |
| 9. Januar  | Wilhelm Blumenberg                    | evangelischer Theologe und Pastor                                                                                   | 85    |       |
| 9. Januar  | Ernst Buddeberg                       | deutscher evangelisch-lutherischer Theologe                                                                         | 75    |       |
| 9. Januar  | Martin Grabmann                       | deutscher Theologe                                                                                                  | 74    |       |
| 9. Januar  | Artur Immisch                         | deutscher Pianist und Komponist                                                                                     | 46    |       |
| 9. Januar  | Egon Josef Kossuth                    | schlesischer Portraitmaler                                                                                          | 74    |       |
| 9. Januar  | Tom Longboat                          | kanadischer Marathonläufer                                                                                          | 61    |       |
| 9. Januar  | Amilcare Zanella                      | italienischer Pianist und Komponist                                                                                 | 75    |       |
| 10. Januar | Erich von Drygalski                   | deutscher Geograph, Geophysiker, Geodät und Polarforscher                                                           | 83    |       |
| 10. Januar | Othon Friesz                          | französischer Maler                                                                                                 | 69    |       |
| 10. Januar | Max Haller                            | Schweizer evangelischer Geistlicher und Hochschullehrer                                                             | 69    |       |
| 10. Januar | Leo Lasko                             | deutscher Filmregisseur, Theaterschauspieler und Drehbuchautor                                                      | 63    |       |
| 10. Januar | Marcel Maupi                          | französischer Schauspieler                                                                                          | 67    |       |
| 10. Januar | Momcsilló Tapavicza                   | serbischer Tennisspieler, Gewichtheber, Ringer und Architekt                                                        | 76    |       |
| 10. Januar | Francisco Soñé                        | dominikanischer Komponist, Musikpädagoge, Dirigent und Klarinettist                                                 |       |       |
| 11. Januar | Anton Beutel                          | deutscher Verwaltungsjurist                                                                                         | 80    |       |
| 11. Januar | Hans Georg Bilgeri                    | österreichischer Jurist und SS-Führer                                                                               | 50    |       |
| 11. Januar | Joseph Buchkremer                     | deutscher Architekt und Aachener Dombaumeister                                                                      | 84    |       |
| 11. Januar | Torsten Carleman                      | schwedischer Mathematiker                                                                                           | 56    |       |
| 11. Januar | Nelson Doubleday                      | US-amerikanischer Verleger                                                                                          | 59    |       |
| 11. Januar | Edward Goll                           | deutschböhmischer britisch-australischer Musiker                                                                    | 64    |       |
| 11. Januar | Richard König                         | Schweizer Politiker (BGB) und Nationalökonom                                                                        | 58    |       |
| 11. Januar | Werner Steinhoff                      | deutscher Volkswirt und Politiker (DNVP), MdR                                                                       | 73    |       |
| 12. Januar | Franz Josef Keßler                    | österreichischer Politiker (CSP), Landtagsabgeordneter zum Vorarlberger Landtag                                     | 81    |       |
| 12. Januar | Guy Chester Shortridge                | britischer Zoologe und Museumsdirektor                                                                              | 68    |       |
| 13. Januar | Aino Aalto                            | finnische Architektin und Designerin                                                                                | 54    |       |
| 13. Januar | Willy Bielenberg                      | deutscher Chemiker und Hochschullehrer                                                                              | 56    |       |
| 13. Januar | Inés Echeverría Bello                 | chilenische Schriftstellerin                                                                                        | 80    |       |
| 13. Januar | Jens Müller                           | deutscher Fabrikant und Gauamtsleiter der NSDAP im Gau Weser-Ems                                                    | 52    |       |
| 13. Januar | Samuel C. Polley                      | US-amerikanischer Jurist und Politiker                                                                              | 85    |       |
| 13. Januar | Thomas Reeh                           | österreichischer Politiker (CS), Landtagsabgeordneter im Burgenland                                                 | 73    |       |
| 13. Januar | Takarabe Takeshi                      | japanischer Admiral und Politiker                                                                                   | 81    |       |
| 13. Januar | Carl Zimmermann                       | preußischer Offizier, Kommandeur der Schutztruppe für Kamerun                                                       | 84    |       |
| 14. Januar | George Baquet                         | US-amerikanischer Jazz-Klarinettist des frühen New Orleans Jazz                                                     |       |       |
| 14. Januar | Georg Elsner                          | deutscher Politiker (SPD, ASPD), Minister von Sachsen                                                               | 61    |       |
| 14. Januar | Walter Frese                          | deutscher Architekt                                                                                                 |       |       |
| 14. Januar | Bruno Laws                            | deutscher Politiker (SPD), Mitglied der Stadtverordnetenversammlung von Groß-Berlin                                 | 47    |       |
| 14. Januar | Hans Merbach                          | deutscher Schutzhaftlagerführer im KZ Buchenwald                                                                    | 38    |       |
| 14. Januar | Friedrich Schmaltz                    | deutscher evangelisch-lutherischer Geistlicher                                                                      | 80    |       |
| 14. Januar | Harry Stack Sullivan                  | US-amerikanischer Psychiater und Vertreter der Neopsychoanalyse                                                     | 56    |       |
| 14. Januar | Joaquín Turina                        | spanischer Komponist                                                                                                | 66    |       |
| 15. Januar | Pompeo Aloisi                         | italienischer Diplomat                                                                                              | 73    |       |
| 15. Januar | Engelbert-Maria von Arenberg          | deutscher Adeliger, letzter Herzog des Hauses Arenberg und Politiker, MdR                                           | 76    |       |
| 15. Januar | Alfred Dingeldey                      | deutscher Politiker (CDU), MdL                                                                                      | 54    |       |
| 15. Januar | Jakob Künzler                         | Schweizer Zimmermann, evangelischer Diakon, Missionar und Arzt                                                      | 77    |       |
| 15. Januar | Lu Zhengxiang                         | chinesischer Politiker, Diplomat und Benediktiner                                                                   | 77    |       |
| 15. Januar | Oskar Mulley                          | österreichischer Landschaftsmaler                                                                                   | 57    |       |
| 15. Januar | Werner Oestreich                      | deutscher Politiker (KPD, SED) und Gewerkschaftsfunktionär (FDGB)                                                   | 43    |       |
| 15. Januar | Karl Philipp                          | österreichischer Bildhauer                                                                                          | 76    |       |
| 15. Januar | Ernst Schädlich                       | deutscher Politiker (SPD)                                                                                           | 64    |       |
| 15. Januar | Wilhelm Stumpf                        | deutscher Beamter der Kommunalverwaltung, Stadtrat und Kulturdezernent                                              |       |       |
| 15. Januar | Heinrich Zapf                         | deutscher Verwaltungsjurist und Politiker                                                                           | 77    |       |
| 16. Januar | Mike Connors                          | australischer Schauspieler und Theaterleiter amerikanischer Herkunft                                                |       |       |
| 16. Januar | Wassili Alexejewitsch Degtjarjow      | russischer Waffenkonstrukteur                                                                                       | 69    |       |
| 16. Januar | Gabriel Hatton                        | französischer Automobilrennfahrer                                                                                   | 71    |       |
| 16. Januar | Hermann Levy                          | deutscher Ökonom | 67    |       |
| 17. Januar | Rosalie Chichester                    | britische Großgrundbesitzerin, Sammlerin und Stifterin                                                              | 83    |       |
| 17. Januar | Paul Geuthner                         | deutsch-französischer Buchhändler, Verleger und Publizist                                                           |       |       |
| 18. Januar | T. Mewburn Crook                      | englischer Bildhauer                                                                                                | 79    |       |
| 18. Januar | Carl Dallago                          | österreichischer Schriftsteller                                                                                     | 80    |       |
| 18. Januar | Franz Gaisbauer                       | österreichischer Politiker, Landtagsabgeordneter                                                                    | 52    |       |
| 18. Januar | Adalbert Hock                         | deutscher Maler | 82    |       |
| 18. Januar | Charles Ponzi                         | italienischer Krimineller                                                                                           | 66    |       |
| 19. Januar | Johannes Biereye                      | deutscher Pädagoge                                                                                                  | 88    |       |
| 19. Januar | Friedrich Conze                       | preußischer Verwaltungsjurist und Landrat                                                                           | 84    |       |
| 19. Januar | Herbert Drews                         | deutscher Motorradrennfahrer                                                                                        | 41    |       |
| 19. Januar | Adolf Albrecht Friedländer            | österreichischer Psychiater                                                                                         | 78    |       |
| 19. Januar | Albert C. Kruyt                       | niederländischer Missionar und Ethnograph in Niederländisch-Indien                                                  | 79    |       |
| 19. Januar | Klara Philipp                         | deutsche Politikerin (Zentrum), MdR                                                                                 | 71    |       |
| 19. Januar | Alexander Savine                      | US-amerikanischer Komponist, Dirigent und Gesangspädagoge jugoslawischer Familienherkunft                           | 67    |       |
| 19. Januar | Alexander Serafimowitsch              | sowjetischer Schriftsteller                                                                                         | 86    |       |
| 20. Januar | Jos Cuypers                           | niederländischer Architekt und Vertreter des Historismus                                                            | 87    |       |
| 20. Januar | Nora Gregor                           | österreichische Schauspielerin                                                                                      | 47    |       |
| 20. Januar | Ludwig Habich                         | deutscher Bildhauer und Medailleur                                                                                  | 76    |       |
| 20. Januar | Gustaf Komppa                         | finnischer Chemiker                                                                                                 | 81    |       |
| 20. Januar | Bernhard Siebken                      | deutscher Offizier, zuletzt SS-Obersturmbannführer im Zweiten Weltkrieg                                             | 38    |       |
| 20. Januar | Elias Wimmer                          | österreichischer Politiker (CSP, ÖVP), Landtagsabgeordneter, Abgeordneter zum Nationalrat, Mitglied des Bundesrates | 59    |       |
| 21. Januar | Theresia Albers                       | Lehrerin und Ordensgründerin                                                                                        | 76    |       |
| 21. Januar | Fritz Knöchlein                       | deutscher SS-Obersturmbannführer, Verantwortlicher des Massakers von Le Paradis                                     | 37    |       |
| 21. Januar | Hib Milks                             | kanadischer Eishockeyspieler                                                                                        | 49    |       |
| 21. Januar | James Henry Thomas                    | britischer Politiker der Labour Party und Mitglied des House of Commons                                             | 74    |       |
| 22. Januar | Henry Mond, 2. Baron Melchett         | britischer Industrieller und Politiker                                                                              | 50    |       |
| 22. Januar | Wellington J. Reynolds                | US-amerikanischer Porträt- und Landschaftsmaler                                                                     | 83    |       |
| 22. Januar | Ewald Schönberg                       | deutscher Maler der Neuen Sachlichkeit                                                                              | 66    |       |
| 23. Januar | Gustav Heinze                         | deutscher Orgelbauer                                                                                                | 74    |       |
| 23. Januar | Erich Klossowski                      | deutscher Kunsthistoriker                                                                                           | 73    |       |
| 23. Januar | Hugo Ruppe                            | deutscher Motoren-Konstrukteur                                                                                      | 69    |       |
| 23. Januar | Heinrich Tenner                       | österreichischer Fechter und k.u.k. Generalmajor                                                                    | 83    |       |
| 23. Januar | Kurt Wolf                             | Todesopfer des DDR-Grenzregimes vor dem Bau der Berliner Mauer                                                      | 45    |       |
| 24. Januar | Friedrich-Joseph von Brühl            | deutscher Rittergutsbesitzer und Mitglied des preußischen Herrenhauses                                              | 73    |       |
| 24. Januar | Hermann Stickelmann                   | Leiter des Marinesicherheitsdienstes in Frankfurt                                                                   | 55    |       |
| 25. Januar | Emil Axman                            | tschechischer Musikwissenschaftler und Komponist                                                                    | 61    |       |
| 25. Januar | Makino Nobuaki                        | japanischer Politiker                                                                                               | 87    |       |
| 25. Januar | Emil Rudolf Mewes                     | deutscher Architekt                                                                                                 | 63    |       |
| 25. Januar | Franz Sioli                           | deutscher Psychiater und Hochschullehrer                                                                            | 66    |       |
| 25. Januar | Hinrich Springer                      | deutscher Verleger                                                                                                  | 68    |       |
| 26. Januar | Wilhelm Holzmann                      | deutscher Neurologe, Hochschullehrer, MdHB und NS-Funktionär                                                        | 70    |       |
| 26. Januar | Irvine Lenroot                        | US-amerikanischer Politiker                                                                                         | 79    |       |
| 26. Januar | John Percival                         | britischer Agrarbotaniker                                                                                           | 85    |       |
| 26. Januar | Wilhelm Schwecke                      | deutscher und oldenburgischer politisch aktiver Rektor                                                              | 93    |       |
| 27. Januar | Boris Wladimirowitsch Assafjew        | russischer Komponist                                                                                                | 64    |       |
| 27. Januar | Siegfried Aufhäuser                   | deutsch-britischer Bankier                                                                                          | 71    |       |
| 27. Januar | Benno Kühn                            | deutscher Geologe und Hochschullehrer                                                                               | 83    |       |
| 27. Januar | David F. Sellers                      | US-amerikanischer Offizier, Admiral der US-Navy                                                                     | 74    |       |
| 27. Januar | Simon Steinberger                     | österreichischer Gendarm                                                                                            | 74    |       |
| 28. Januar | Paul Bramböck                         | österreichischer Geistlicher und Politiker (CSP), Mitglied des Bundesrates                                          | 65    |       |
| 28. Januar | Alexander Iwanowitsch Konowalow       | russischer Politiker und Handelsminister (1917)                                                                     |       |       |
| 28. Januar | Helgi Pjeturss                        | isländischer Geologe und Philosoph                                                                                  | 76    |       |
| 28. Januar | Albert Paul                           | deutscher Beamter, Kommunalpolitiker (DDP) und Manager                                                              | 69    |       |
| 28. Januar | Jean-Pierre Wimille                   | französischer Automobilrennfahrer                                                                                   | 40    |       |
| 29. Januar | Fritz Brandt                          | deutscher Jurist und Komponist                                                                                      | 69    |       |
| 29. Januar | Félix Carvajal                        | kubanischer Marathonläufer                                                                                          | 73    |       |
| 29. Januar | Francisco Jose Lahmeyer Bugalho       | portugiesischer Dichter deutscher Abstammung aus dem Kreis der Gruppe der „Presença“                                | 43    |       |
| 29. Januar | Jakub Karol Parnas                    | polnisch-sowjetischer Biochemiker                                                                                   | 65    |       |
| 29. Januar | Eduard Wechssler                      | deutscher Romanist, Philologe und Literaturwissenschaftler                                                          | 79    |       |
| 30. Januar | Robert von Bemberg-Flamersheim        | deutscher Verwaltungsjurist                                                                                         | 80    |       |
| 30. Januar | Otto Heinrich Engel                   | deutscher Kunstmaler                                                                                                | 82    |       |
| 30. Januar | Max Gundel                            | deutscher Hygieniker, Bakteriologe und Hochschullehrer                                                              | 47    |       |
| 30. Januar | Homer Hoch                            | US-amerikanischer Jurist und Politiker                                                                              | 69    |       |
| 30. Januar | Rice W. Means                         | US-amerikanischer Politiker (Republikanische Partei)                                                                | 71    |       |
| 30. Januar | Adolf Schinnerer                      | deutscher Maler, Grafiker und Zeichner                                                                              | 72    |       |
| 31. Januar | Anton Azwanger                        | österreichischer Politiker (SPÖ), Landtagsabgeordneter                                                              | 61    |       |
| 31. Januar | Georg-Henning Graf von Bassewitz-Behr | deutscher SS-Gruppenführer und Generalleutnant der Waffen-SS                                                        | 48    |       |
| 31. Januar | Otto Hupp                             | deutscher Heraldiker, Schriftgrafiker, Kunstmaler und Ziseleur                                                      | 89    |       |
| 31. Januar | Johann Klepper                        | deutscher Unternehmer                                                                                               | 80    |       |
| 31. Januar | Konrad Meyer                          | deutscher evangelischer Theologe, Pädagoge und Politiker (DNVP), MdL                                                | 73    |       |
| 31. Januar | Ludwig Paffendorf                     | deutscher Architekt und Kunstgewerbler                                                                              | 76    |       |
| 31. Januar | William Fiddian Reddaway              | britischer Historiker                                                                                               | 76    |       |
| 31. Januar | Lisa Resch                            | deutsche Skirennläuferin                                                                                            | 40    |       |
|            | Konrad Seling                         | deutscher katholischer Geistlicher und Generalvikar                                                                 | 70    |       |

## Februar
| Tag         | Name                                                     | Beruf, bekannt als | Alter | Beleg |
| ----------- | -------------------------------------------------------- | --- | ----- | ----- |
| 1. Februar  | Nicolae Cocea                                            | rumänischer Schriftsteller                                                                                                   | 68    |       |
| 1. Februar  | Walther Federn                                           | österreichischer Nationalökonom und Wirtschaftsjournalist                                                                    | 79    |       |
| 1. Februar  | Arthur Günsburg                                          | österreichisch-deutscher Theaterleiter sowie Regisseur und Produzent der Stummfilmzeit                                       | 76    |       |
| 1. Februar  | Stanisław Kozierowski                                    | polnischer Priester und Historiker                                                                                           | 74    |       |
| 1. Februar  | Hans Mayrhofer                                           | österreichischer Politiker (SPÖ), Landtagsabgeordneter, Abgeordneter zum Nationalrat                                         | 72    |       |
| 1. Februar  | Franz Rediger                                            | deutscher Politiker und Oberbürgermeister von Münster (Westfalen)                                                            | 65    |       |
| 1. Februar  | Eduard Jobst Siedler                                     | deutscher Architekt | 68    |       |
| 1. Februar  | Herbert Stothart                                         | US-amerikanischer Komponist                                                                                                  | 63    |       |
| 1. Februar  | Helga Zülch                                              | deutsche Theater- und Filmschauspielerin                                                                                     | 28    |       |
| 2. Februar  | Max Benzinger                                            | deutscher Theosoph und Anthroposoph                                                                                          | 72    |       |
| 2. Februar  | Ernst Robert Friese-Skuhra                               | österreichischer Theaterschauspieler, Filmverleiher, Drehbuchautor, Regisseur und Schriftsteller                             | 62    |       |
| 2. Februar  | Dean M. Gillespie                                        | US-amerikanischer Politiker                                                                                                  | 64    |       |
| 2. Februar  | Blanche Sewell                                           | US-amerikanische Filmeditorin                                                                                                | 50    |       |
| 2. Februar  | Trajko Tschundew                                         | bulgarisch-makedonischer Widerstandskämpfer                                                                                  | 52    |       |
| 2. Februar  | Hellmuth Vetter                                          | deutscher KZ-Arzt | 38    |       |
| 3. Februar  | Richard Bienert                                          | tschechoslowakischer Politiker                                                                                               | 67    |       |
| 3. Februar  | Carlos Obligado                                          | argentinischer Schriftsteller und Übersetzer                                                                                 | 58    |       |
| 3. Februar  | Johann Pichler                                           | österreichischer Zahnarzt und Kieferchirurg                                                                                  | 72    |       |
| 3. Februar  | Karl Schubert                                            | österreichischer Heil- und Waldorfpädagoge                                                                                   | 59    |       |
| 4. Februar  | Erich Albrecht                                           | deutscher Jurist und Diplomat                                                                                                | 58    |       |
| 04. Februar | Folke Fleetwood                                          | schwedischer Diskuswerfer | 58    |       |
| 4. Februar  | William Henry Hunt                                       | US-amerikanischer Jurist und Politiker                                                                                       | 91    |       |
| 4. Februar  | Georg Theodor Pschorr                                    | deutscher Brauereibesitzer und Gutsbesitzer                                                                                  | 83    |       |
| 5. Februar  | Ubagaraswani Bernadotte                                  | indischer Geistlicher und Bischof von Coimbatore                                                                             | 49    |       |
| 5. Februar  | Hermann Kummler                                          | Schweizer Kaufmann, Industrieller und Erfinder                                                                               | 85    |       |
| 5. Februar  | Harry Lott                                               | US-amerikanischer Ruderer | 69    |       |
| 5. Februar  | Warner Forrest Patterson                                 | US-amerikanischer Romanist                                                                                                   | 52    |       |
| 5. Februar  | Carl Püchler                                             | deutscher General der Infanterie im Zweiten Weltkrieg                                                                        | 54    |       |
| 5. Februar  | Jenny Thomann-Koller                                     | Schweizer Frauen- und Kinderärztin                                                                                           | 82    |       |
| 6. Februar  | Abe Hiroaki                                              | japanischer Admiral | 59    |       |
| 6. Februar  | Georg Amberger                                           | deutscher Leichtathlet | 58    |       |
| 6. Februar  | Ulrich Greifelt                                          | deutscher SS-Obergruppenführer, Generalleutnant der Polizei und verurteilter Kriegsverbrecher                                | 52    |       |
| 6. Februar  | Heinrich Köhler                                          | deutscher Politiker (CDU), MdL, MdR                                                                                          | 70    |       |
| 6. Februar  | Albert Paschoud                                          | Schweizer Politiker (FDP) | 71    |       |
| 6. Februar  | Julius Wilser                                            | deutscher Geologe | 60    |       |
| 6. Februar  | Béla Zsolt                                               | ungarischer Schriftsteller und Journalist sowie Politiker, Mitglied des Parlaments                                           | 54    |       |
| 7. Februar  | Heinrich Gröber                                          | deutscher Ingenieur und Hochschullehrer                                                                                      | 68    |       |
| 7. Februar  | Rudolph Grosse                                           | deutscher Kommunalpolitiker, Wissenschaftler und Kunstsammler                                                                | 70    |       |
| 7. Februar  | Albert Lüttgenau                                         | deutscher Architekt und kommunaler Baubeamter                                                                                | 68    |       |
| 7. Februar  | Josef Schleich                                           | österreichischer Fluchthelfer in der NS-Zeit                                                                                 | 47    |       |
| 8. Februar  | Franco Leoni                                             | italienischer Komponist | 84    |       |
| 8. Februar  | Karl Luze                                                | österreichischer Chordirigent und letzter Hofkapellmeister                                                                   | 84    |       |
| 8. Februar  | Leonid Alexejewitsch Polowinkin                          | sowjetischer Komponist | 54    |       |
| 8. Februar  | Johann Schmidt                                           | deutscher Politiker (SPD), MdL                                                                                               | 78    |       |
| 9. Februar  | Joseph Kumpfmüller                                       | Bischof von Augsburg | 79    |       |
| 9. Februar  | Dennis Murphree                                          | US-amerikanischer Politiker                                                                                                  | 63    |       |
| 9. Februar  | Max Neubauer                                             | deutscher Politiker (SPD) | 70    |       |
| 10. Februar | Abe Isoo                                                 | japanischer Politiker und Intellektueller                                                                                    | 84    |       |
| 10. Februar | Max Houben                                               | belgischer Bobsportler | 50    |       |
| 10. Februar | Christoph Iselin                                         | Pionier in der schweizerischen Skigeschichte                                                                                 | 79    |       |
| 10. Februar | Bruno Plache                                             | deutscher Arbeitersportler und Abgeordneter der KPD im Leipziger Stadtparlament                                              | 40    |       |
| 10. Februar | Charles Vane-Tempest-Stewart, 7. Marquess of Londonderry | britischer Politiker, Mitglied des House of Commons                                                                          | 70    |       |
| 11. Februar | Teddy Bill                                               | österreichischer Schauspieler                                                                                                | 48    |       |
| 11. Februar | George Botsford                                          | US-amerikanischer Komponist und Pianist                                                                                      | 74    |       |
| 11. Februar | Dai Jitao                                                | chinesischer Politiker und Publizist                                                                                         | 58    |       |
| 11. Februar | Johannes Freumbichler                                    | österreichischer Heimatschriftsteller                                                                                        | 67    |       |
| 11. Februar | Axel Munthe                                              | schwedischer Arzt und Autor                                                                                                  | 91    |       |
| 11. Februar | Julius Ruska                                             | deutscher Orientalist, Wissenschaftshistoriker und Pädagoge                                                                  | 82    |       |
| 11. Februar | Theodor Steinbüchel                                      | deutscher katholischer Moraltheologe, Sozialethiker und Hochschullehrer                                                      | 60    |       |
| 12. Februar | Hasan al-Bannā                                           | ägyptischer Gründer der Muslimbrüder (Moslem-Brüderschaft)                                                                   | 42    |       |
| 12. Februar | Victor Gauntlett                                         | südafrikanischer Tennisspieler                                                                                               |       |       |
| 12. Februar | Franz Kaym                                               | österreichischer Architekt                                                                                                   | 57    |       |
| 12. Februar | Battling Levinsky                                        | US-amerikanischer Boxer jüdischer Herkunft                                                                                   | 57    |       |
| 12. Februar | Pegi Nicol MacLeod                                       | kanadische Malerin, Lehrerin, Kriegskünstlerin und Kunstaktivistin                                                           | 45    |       |
| 12. Februar | Karl Walter Mautner                                      | österreichischer Bauingenieur, Hochschullehrer an der RWTH Aachen                                                            | 67    |       |
| 12. Februar | Carl Meinhard                                            | österreichischer Schauspieler                                                                                                | 73    |       |
| 13. Februar | Christian Bérard                                         | französischer Künstler, Illustrator und Designer                                                                             | 46    |       |
| 13. Februar | Eduard Walser                                            | Schweizer Politiker (FDP) | 85    |       |
| 14. Februar | Gerhard Ellrodt                                          | deutscher antifaschistischer Widerstandskämpfer und SED-Funktionär                                                           | 39    |       |
| 14. Februar | August Fischer                                           | deutscher Orientalist | 84    |       |
| 14. Februar | Albert Kunze                                             | deutscher Maler | 71    |       |
| 14. Februar | Wilhelm Lewy                                             | deutscher Rabbiner und Zionist                                                                                               | 72    |       |
| 14. Februar | Emil Lohse                                               | deutscher Pädagoge, Kunsthistoriker, Volkskundler, Museumsleiter, Zeichner, Maler und Scherenschnittkünstler                 | 63    |       |
| 14. Februar | Victor Niemeyer                                          | deutscher Justizrat | 85    |       |
| 15. Februar | Adolf Bloß                                               | deutscher Ingenieur und Reichsbahnbeamter                                                                                    | 73    |       |
| 15. Februar | Rachel van Dantzig                                       | niederländische Bildhauerin, Radiererin und Zeichnerin                                                                       | 70    |       |
| 15. Februar | Rudolf Klapp                                             | deutscher Chirurg | 75    |       |
| 15. Februar | Walter Liska                                             | deutscher Polizeibeamter und SS-Führer                                                                                       | 49    |       |
| 15. Februar | Teodors Plade                                            | lettischer Fußballspieler | 52    |       |
| 15. Februar | Otto Prutscher                                           | österreichischer Architekt und Designer                                                                                      | 68    |       |
| 16. Februar | Umberto Brunelleschi                                     | italienischer Illustrator und Designer                                                                                       | 69    |       |
| 16. Februar | Burkhart Ebe                                             | deutscher Bildhauer und Plastiker                                                                                            | 67    |       |
| 16. Februar | Roger François                                           | französischer Gewichtheber                                                                                                   | 48    |       |
| 16. Februar | Antoinette Gillou                                        | französische Tennisspielerin                                                                                                 | 66    |       |
| 16. Februar | Friedrich Langthaler                                     | österreichischer Politiker (CSP, ÖVP), Mitglied des Bundesrates                                                              | 55    |       |
| 16. Februar | Arnold Lequis                                            | deutscher General der Infanterie                                                                                             | 88    |       |
| 16. Februar | Heinz Schüngeler                                         | Musikpädagoge, Pianist und Komponist                                                                                         | 64    |       |
| 17. Februar | Erik Abrahamsen                                          | dänischer Musikwissenschaftler                                                                                               | 55    |       |
| 17. Februar | Ellery Clark                                             | US-amerikanischer Leichtathlet                                                                                               | 74    |       |
| 17. Februar | Franz Mentzel                                            | deutscher Jurist und Senatspräsident am Reichsgericht                                                                        | 84    |       |
| 17. Februar | Helmut Ryll                                              | Todesopfer des DDR-Grenzregimes vor dem Bau der Berliner Mauer                                                               | 40    |       |
| 17. Februar | Felix Walter                                             | deutscher Jurist, Verwaltungsbeamter und Politiker (CDU), MdL, MdPR                                                          | 58    |       |
| 18. Februar | Niceto Alcalá Zamora                                     | spanischer rechtsliberaler Politiker und erster Staatspräsident der Zweiten Republik                                         | 71    |       |
| 18. Februar | Mauritius Klieber                                        | österreichischer Politiker (CSP), Landtagsabgeordneter, Abgeordneter zum Nationalrat                                         | 71    |       |
| 18. Februar | Friedrich Wilhelm Rahe                                   | deutscher Tennis- und Hockeyspieler                                                                                          | 60    |       |
| 18. Februar | Richard Schuh                                            | deutscher Raubmörder und der letzte in Westdeutschland (ausgenommen West-Berlin) hingerichtete Verbrecher                    | 28    |       |
| 18. Februar | Hans Wahl                                                | deutscher Goetheforscher, Museums- und Archivdirektor                                                                        | 63    |       |
| 19. Februar | Constantin Frick                                         | deutscher Pastor, Geistlicher bei der Inneren Mission, Politiker und MdBB                                                    | 71    |       |
| 19. Februar | Hugo Lindemann                                           | deutscher Hochschullehrer und Politiker (SPD), MdR                                                                           | 81    |       |
| 19. Februar | Kurt Wildhagen                                           | Bruder des Malers Fritz Wildhagen, war ein deutscher Gelehrter, sokratischer Lehrer und Herausgeber der Werke von Turgenjews | 77    |       |
| 19. Februar | Bailey Willis                                            | US-amerikanischer Geologe | 91    |       |
| 20. Februar | Alexander Bittorf                                        | deutscher Pathologe und Internist                                                                                            | 72    |       |
| 20. Februar | Eddie Gott                                               | englischer Fußballspieler | 72    |       |
| 20. Februar | Wassili Iwanowitsch Lebedew-Kumatsch                     | sowjetischer Liederdichter, Satiriker und Autor von Film-Drehbüchern                                                         | 50    |       |
| 21. Februar | Ali Çetinkaya                                            | osmanisch-türkischer Offizier und türkischer Politiker                                                                       |       |       |
| 21. Februar | Tan Malaka                                               | indonesischer Lehrer und Schriftsteller, kommunistischer Philosoph, antikolonialer Aktivist                                  | 51    |       |
| 21. Februar | Jakob Scheuber                                           | Schweizer Politiker | 84    |       |
| 21. Februar | Anders Beer Wilse                                        | norwegischer Fotograf | 83    |       |
| 22. Februar | Maria Augustin                                           | österreichisch-ungarische Malerin und Grafikerin                                                                             | 68    |       |
| 22. Februar | Clotilde Barth                                           | deutsche Theaterschauspielerin                                                                                               | 81    |       |
| 22. Februar | Félix Hubert d’Hérelle                                   | britisch-kanadischer Biologe                                                                                                 | 75    |       |
| 22. Februar | Johannes Hinsenkamp                                      | Stadtdechant der Bonner Münsterpfarre                                                                                        | 78    |       |
| 22. Februar | Max von Loewenstein zu Loewenstein                       | deutscher Beamter | 78    |       |
| 22. Februar | Russell W. Porter                                        | amerikanischer Polarforscher, Künstler und Amateurastronom                                                                   | 77    |       |
| 22. Februar | Johanne Reitze                                           | deutsche Politikerin (SPD), MdHB, MdR                                                                                        | 71    |       |
| 22. Februar | Theodor Winter                                           | deutscher Maler | 77    |       |
| 23. Februar | Walter Garstang                                          | britischer Zoologe | 81    |       |
| 23. Februar | Anna Dmitrijewna Radlowa                                 | russische Dichterin und Dramatikerin                                                                                         | 58    |       |
| 24. Februar | Roman Bohnen                                             | US-amerikanischer Schauspieler                                                                                               | 47    |       |
| 24. Februar | John J. Gorman                                           | US-amerikanischer Politiker                                                                                                  | 65    |       |
| 24. Februar | Alfred Hildebrandt                                       | deutscher Luftfahrtpionier und Schriftsteller                                                                                | 78    |       |
| 25. Februar | Siegfried Bielenstein                                    | deutsch-baltischer Maler und Grafiker                                                                                        | 79    |       |
| 25. Februar | Siegfried Bielenstein                                    | deutsch-baltischer Maler und Grafiker                                                                                        | 79    |       |
| 25. Februar | Juan Sinforiano Bogarín                                  | paraguayischer Geistlicher, Erzbischof von Asunción                                                                          | 85    |       |
| 25. Februar | Gottlob Münsinger                                        | deutscher Politiker (SPD) | 76    |       |
| 27. Februar | Franz Adam Beyerlein                                     | deutscher Jurist und Schriftsteller                                                                                          | 77    |       |
| 27. Februar | Arthur Bretschneider                                     | deutscher liberaler Politiker (FVP, DDP, DStP, LDPD)                                                                         | 63    |       |
| 27. Februar | Charles Cresson                                          | US-amerikanischer Tennisspieler                                                                                              | 74    |       |
| 27. Februar | Christoph Martin zu Stolberg-Roßla                       | deutscher Standesherr | 60    |       |
| 27. Februar | Ivan Jožef Tomažič                                       | Bischof von Lavant | 81    |       |
| 27. Februar | Georges Trombert                                         | französischer Fechter | 74    |       |
| 28. Februar | Ivan Eastman                                             | US-amerikanischer Sportschütze                                                                                               | 64    |       |
| 28. Februar | Maurus Kaufmann                                          | deutscher Benediktiner, erster Abt der Dormitio-Abtei in Jerusalem                                                           | 77    |       |

## März
| Tag      | Name                                 | Beruf, bekannt als                                                                                     | Alter | Beleg |
| -------- | ------------------------------------ | --- | ----- | ----- |
| 1. März  | S. Wallace Dempsey                   | US-amerikanischer Politiker                                                                            | 86    |       |
| 1. März  | Ferenc Kirchknopf                    | ungarischer Ruderer                                                                                    | 70    |       |
| 1. März  | Anton Nassal                         | deutscher Politiker (Zentrum, CDU), MdL Württemberg                                                    | 71    |       |
| 1. März  | Anton Pirchegger                     | österreichischer Politiker (CS, ÖVP), Abgeordneter zum Nationalrat                                     | 63    |       |
| 1. März  | Josef Veit                           | österreichischer Politiker (CSP), Landtagsabgeordneter                                                 | 89    |       |
| 2. März  | Charles Wiggins Cobb                 | US-amerikanischer Wirtschaftswissenschaftler und Mathematiker                                          | 73    |       |
| 2. März  | Eduard Dyckhoff                      | deutscher Schachspieler                                                                                | 68    |       |
| 2. März  | Pietro Ferrero senior                | italienischer Konditor und Unternehmer                                                                 | 50    |       |
| 2. März  | Franz Gruber                         | österreichischer Politiker (SPÖ), Landtagsabgeordneter                                                 | 60    |       |
| 2. März  | Arthur Gütt                          | deutscher Arzt und Rassenhygieniker                                                                    | 57    |       |
| 2. März  | Wilhelm Heienbrok                    | deutscher Missionar                                                                                    | 93    |       |
| 2. März  | Ingeborg Meinhof                     | deutsche Kunsthistorikerin und Mutter Ulrike Meinhofs                                                  | 39    |       |
| 2. März  | Sarojini Naidu                       | indische Dichterin und Politikerin                                                                     | 70    |       |
| 2. März  | Carl Naumann                         | deutscher Puppenspieler                                                                                | 76    |       |
| 2. März  | Salar Jung III.                      | Diwan des indischen Fürstenstaates Hyderabad (1912–1914), Kunstsammler                                 | 59    |       |
| 2. März  | Anton Schlüter                       | deutscher Unternehmer und Gründer des Traktorenherstellers Anton Schlüter München                      | 81    |       |
| 2. März  | Alfred Wöhlk                         | dänischer Chemiker und Pharmazeut                                                                      | 80    |       |
| 3. März  | Hugo Eberle                          | deutscher Politiker (SPD) und Gewerkschafter                                                           | 78    |       |
| 3. März  | Nicolai Philipsen                    | dänischer Turner                                                                                       | 68    |       |
| 3. März  | Leopold Traunfellner                 | österreichischer Politiker (CSP), Landtagsabgeordneter                                                 | 83    |       |
| 4. März  | Lena Connell                         | englisch-britische Fotografin und Suffragette                                                          | 73    |       |
| 4. März  | Clarence Kingsbury                   | britischer Radrennfahrer                                                                               | 66    |       |
| 4. März  | George Larner                        | britischer Geher                                                                                       | 73    |       |
| 4. März  | Joannes Baptista Sproll              | deutscher Geistlicher, Bischof und Gegner des Naziregimes                                              | 78    |       |
| 4. März  | Alfred Steen                         | norwegischer Schwimmer                                                                                 | 52    |       |
| 4. März  | Karolina Widerström                  | schwedische Ärztin und Gynäkologin                                                                     | 92    |       |
| 5. März  | Walter G. Andrews                    | US-amerikanischer Politiker                                                                            | 59    |       |
| 5. März  | Ladislaus Czettel                    | ungarischer Modeschöpfer und Kostümbildner                                                             | 53    |       |
| 5. März  | Harald George Hewett                 | britischer Maler und Offizier der Britischen Armee                                                     | 90    |       |
| 5. März  | Erhard Janotta                       | deutscher Politiker (SPD), MdL                                                                         | 61    |       |
| 6. März  | Al Bernard                           | US-amerikanischer Vaudeville-Sänger, Old-Time-Musiker und Komiker                                      | 60    |       |
| 6. März  | Otto Bertram                         | deutscher Richter                                                                                      | 77    |       |
| 6. März  | J. Melville Broughton                | US-amerikanischer Politiker                                                                            | 60    |       |
| 6. März  | Edwin H. Colpitts                    | US-amerikanischer Elektro-Ingenieur                                                                    | 77    |       |
| 6. März  | Walther Flechtheim                   | deutscher Unterhaltungskünstler, Komiker und Theaterleiter                                             | 67    |       |
| 6. März  | Freddie Grubb                        | britischer Radsportler                                                                                 | 61    |       |
| 6. März  | Karl Oertel                          | deutscher Geodät und Astronom                                                                          | 91    |       |
| 6. März  | Robert Storm Petersen                | dänischer Maler, Cartoonist, Schnellzeichner, Conférencier, Kabarettist und Schauspieler               | 66    |       |
| 7. März  | Sol Bloom                            | US-amerikanischer Politiker                                                                            | 78    |       |
| 7. März  | Francis Dodd                         | britischer Maler, Zeichner und Radierer                                                                | 74    |       |
| 7. März  | Josef Heiden                         | österreichischer Funktionshäftling im KZ Dachau                                                        | 41    |       |
| 7. März  | Washington J. McCormick              | US-amerikanischer Politiker                                                                            | 65    |       |
| 7. März  | Gustav Adolf Seiler                  | Schweizer Politiker                                                                                    | 73    |       |
| 7. März  | Julien Verdonck                      | belgischer Turner                                                                                      | 64    |       |
| 7. März  | Kurt Welter                          | deutscher Jagdpilot                                                                                    | 33    |       |
| 7. März  | Ludwig Wunder                        | Reformpädagoge                                                                                         | 70    |       |
| 8. März  | Jules Drach                          | französischer Mathematiker                                                                             | 77    |       |
| 8. März  | Josef Leipold                        | deutscher SS-Obersturmführer                                                                           | 35    |       |
| 8. März  | Christian Usinger                    | deutscher Offizier, zuletzt Generalleutnant im Zweiten Weltkrieg                                       | 54    |       |
| 9. März  | Albert F. Dawson                     | US-amerikanischer Politiker                                                                            | 77    |       |
| 9. März  | Claes Johanson                       | schwedischer Ringer                                                                                    | 64    |       |
| 9. März  | Walter C. Short                      | US-amerikanischer General und Befehlshaber der Armeestreitkräfte während des Angriffs auf Pearl Harbor | 68    |       |
| 10. März | Adolf Franz Beck                     | deutscher Ingenieur                                                                                    | 56    |       |
| 10. März | Harry E. Edington                    | US-amerikanischer Filmproduzent und Agent                                                              | 60    |       |
| 10. März | Leonhard Eißnert                     | hessischer Politiker (SPD) und Bürgermeister in Offenbach                                              | 82    |       |
| 10. März | Gherardo Gherardi                    | italienischer Drehbuchautor und Dramatiker                                                             | 57    |       |
| 10. März | Albert Percy Godber                  | neuseeländischer Eisenbahner und Amateurfotograf                                                       | 73    |       |
| 10. März | Hans Janson                          | deutscher Schriftsteller                                                                               | 68    |       |
| 10. März | Simon Meller                         | ungarischer Kunsthistoriker und Kunsthändler                                                           | 73    |       |
| 10. März | James Rector                         | US-amerikanischer Jurist und Leichtathlet                                                              | 64    |       |
| 10. März | Karl Julius Heinrich Revy            | österreichischer Maler und Bildhauer                                                                   | 65    |       |
| 10. März | Rudolf Sahlberg                      | schwedischer Kapellmeister, Arrangeur und Komponist                                                    | 70    |       |
| 10. März | Fritz Wischer                        | deutscher Schriftsteller niederdeutscher Sprache                                                       | 79    |       |
| 11. März | Anastasios Charalambis               | griechischer General, Politiker und Ministerpräsident                                                  |       |       |
| 11. März | Henri Giraud                         | französischer General                                                                                  | 70    |       |
| 11. März | Wilhelm Heise                        | deutscher Literaturwissenschaftler und Pädagoge                                                        | 51    |       |
| 11. März | Otto Kind                            | deutscher Politiker (DNVP), MdR                                                                        | 80    |       |
| 11. März | Joan Lamote de Grignon i Bocquet     | katalanischer Pianist, Dirigent und Komponist                                                          | 76    |       |
| 11. März | Hans Langmaack                       | deutscher Schauspieler, Hörspielsprecher, -regisseur, Rezitator, Schauspiel- und Schullehrer           | 78    |       |
| 11. März | William Frederic Ritschel            | deutsch-amerikanischer Maler des Impressionismus                                                       | 84    |       |
| 12. März | August Bier                          | deutscher Chirurg und Hochschullehrer; Sanitätsoffizier und Forstmann                                  | 87    |       |
| 12. März | Ernst Gnoß                           | deutscher Politiker (SPD), MdL                                                                         | 48    |       |
| 12. März | Otto Löffler                         | deutscher Komponist                                                                                    | 77    |       |
| 12. März | Alex Raisbeck                        | schottischer Fußballspieler und -trainer                                                               | 70    |       |
| 12. März | Wilhelm Steinkopf                    | deutscher Chemiker                                                                                     | 69    |       |
| 12. März | Friedrich von Winterfeld             | deutscher Jurist, Gutsbesitzer und Politiker (DNVP), MdL                                               | 74    |       |
| 13. März | Walter Erdmann                       | deutscher Politiker (NSDAP)                                                                            | 51    |       |
| 13. März | Auguste Liesch                       | Luxemburger Politiker und Schriftsteller                                                               | 74    |       |
| 13. März | Andreas Evaristus Mader              | deutscher Theologe, Orientalist und Christlicher Archäologe                                            | 68    |       |
| 13. März | Fritz-August Wilhelm Markmann        | Oberbürgermeister von Magdeburg                                                                        | 49    |       |
| 14. März | Alfred Kuttenkeuler                  | deutscher Jurist und Politiker                                                                         | 78    |       |
| 14. März | Gustav Mandry                        | deutscher Chirurg                                                                                      | 85    |       |
| 14. März | Theodora Morton                      | englisch-britische Sozialarbeiterin                                                                    | 76    |       |
| 14. März | Georg Hellmuth Neuendorff            | deutscher Reformpädagoge                                                                               | 66    |       |
| 15. März | Gustav Locke                         | deutscher Politiker (SPD), MdL                                                                         | 62    |       |
| 16. März | Roland Anheisser                     | deutscher Maler                                                                                        | 71    |       |
| 16. März | Thomas Gore                          | US-amerikanischer Politiker                                                                            | 78    |       |
| 16. März | Samuel Frederick Hildebrand          | US-amerikanischer Ichthyologe                                                                          | 65    |       |
| 16. März | Leyland Hodgson                      | englischer Schauspieler                                                                                | 56    |       |
| 16. März | Alma Söderhjelm                      | finnische Historikerin                                                                                 | 78    |       |
| 17. März | Felix Bressart                       | deutscher Schauspieler                                                                                 | 54    |       |
| 17. März | Lothar Brieger                       | deutscher Journalist und Kunsthistoriker                                                               | 69    |       |
| 17. März | Alexandra Exter                      | russische Malerin und Kunstlehrerin                                                                    | 67    |       |
| 17. März | Ernst Hafter                         | Schweizer Rechtswissenschaftler                                                                        | 72    |       |
| 17. März | Owen Moran                           | britischer Boxer im Federgewicht                                                                       | 64    |       |
| 17. März | Paul Stevens                         | US-amerikanischer Bobfahrer                                                                            | 59    |       |
| 17. März | Peter Witte                          | deutscher Unternehmer und Heimatdichter                                                                | 72    |       |
| 18. März | Walther Lucht                        | deutscher Offizier, zuletzt General der Artillerie im Zweiten Weltkrieg                                | 67    |       |
| 18. März | Fritz Seitz                          | deutscher, katholischer Priester, NS-Opfer und KZ-Häftling                                             | 44    |       |
| 19. März | Hermann Nieß                         | deutscher Bergingenieur                                                                                | 70    |       |
| 19. März | Vinçenc Kolë Prennushi               | katholischer Erzbischof von Durrës                                                                     | 63    |       |
| 19. März | James Fownes Somerville              | britischer Admiral                                                                                     | 66    |       |
| 19. März | Anton Weidinger                      | österreichischer Politiker (SPÖ), Landtagsabgeordneter                                                 | 54    |       |
| 19. März | Ferdinand Wesely                     | österreichischer Fußballspieler                                                                        | 51    |       |
| 19. März | Philip Bruce White                   | Bakteriologe                                                                                           | 57    |       |
| 20. März | Irving Fazola                        | US-amerikanischer Jazzschlagzeuger                                                                     | 36    |       |
| 20. März | Karl Neuner                          | deutscher Nordischer Kombinierer                                                                       | 47    |       |
| 21. März | Karl Justi                           | deutscher Arzt und Heimatforscher                                                                      | 76    |       |
| 21. März | Erwin Lendvai                        | ungarischer Komponist                                                                                  | 66    |       |
| 22. März | Burton J. Hendrick                   | US-amerikanischer Autor                                                                                | 78    |       |
| 22. März | Peter Willers Jessen                 | deutscher Lehrer, Heimatforscher und Lokalpolitiker                                                    | 78    |       |
| 22. März | Mervyn MacDonnell                    | britischer Regierungsbeamter; Hoher Kommissar in der Freien Stadt Danzig (1923–1926)                   | 68    |       |
| 22. März | Karl Trost                           | deutscher Metzger, Handwerksfunktionär und Senator (Bayern)                                            | 58    |       |
| 23. März | Joseph Neuhäuser                     | deutscher Komponist                                                                                    | 59    |       |
| 23. März | Rolf Nürnberg                        | deutscher Journalist                                                                                   | 45    |       |
| 23. März | Juan Sastre y Riutort                | spanischer römisch-katholischer Ordensgeistlicher                                                      | 65    |       |
| 23. März | Heinz Zeiss                          | deutscher Arzt                                                                                         | 60    |       |
| 24. März | Alfred Dubois                        | belgischer Geiger und Musikpädagoge                                                                    | 50    |       |
| 24. März | Rodion Ossijewitsch Kusmin           | sowjetischer Mathematiker                                                                              | 57    |       |
| 24. März | Wunibald Lutz                        | deutscher Politiker (SPD), Landtagsabgeordneter im Volksstaat Hessen                                   | 71    |       |
| 24. März | Ludwig Zehnder                       | Schweizer Physiker                                                                                     | 94    |       |
| 25. März | August Wilhelm von Preußen           | deutscher Adeliger, Politiker (NSDAP), MdR                                                             | 62    |       |
| 25. März | Hanns Albin Rauter                   | österreichischer Politiker (NSDAP), MdR, General der Waffen-SS, HSSPF der besetzten Niederlande        | 54    |       |
| 25. März | Ross S. Sterling                     | US-amerikanischer Politiker und Gouverneur des BundesstaatesTexas (1931–1933)                          | 74    |       |
| 25. März | Ferdinand Thun                       | deutscher Textilmaschinen-Unternehmer                                                                  | 83    |       |
| 25. März | Frederick T. Woodman                 | US-amerikanischer Politiker                                                                            | 77    |       |
| 26. März | Jobst Hilmar von Bose                | deutscher Offizier                                                                                     | 51    |       |
| 26. März | Antonín Hajn                         | tschechischer Journalist und Politiker                                                                 | 80    |       |
| 26. März | Christian Leichtle                   | deutscher Lehrer, Gründer der Volkshochschule in Heilbronn                                             | 56    |       |
| 26. März | Léon Level                           | französischer Radrennfahrer                                                                            | 28    |       |
| 27. März | Rosa Fitinghoff                      | schwedische Schriftstellerin                                                                           | 76    |       |
| 27. März | James Lowther, 1. Viscount Ullswater | britischer Politiker (Liberal Party), Mitglied des House of Commons und Sprecher des Unterhauses       | 93    |       |
| 27. März | Gregory Mathews                      | australischer Ornithologe                                                                              | 72    |       |
| 28. März | Isak Collijn                         | schwedischer Inkunabelforscher und Reichsbibliothekar                                                  | 73    |       |
| 28. März | Erich Harden                         | deutscher Bühnen- und Filmschauspieler                                                                 | 63    |       |
| 28. März | Isaak Dov Ber Markon                 | russischer Bibliothekar, Orientalist und Pädagoge                                                      | 74    |       |
| 28. März | Theodor Seitz                        | deutscher Kolonialpolitiker                                                                            | 85    |       |
| 28. März | Félix de Vial                        | französischer General, Commandement de la Subdivision de Mayence                                       | 85    |       |
| 28. März | Johann Baptist Winklhofer            | deutscher Mechaniker, Maschinen- und Autobauer, Pionier der deutschen Büromaschinenindustrie           | 89    |       |
| 28. März | Adolf Zade                           | deutscher Pflanzenbauwissenschaftler                                                                   | 68    |       |
| 29. März | Frederick Conboy                     | kanadischer Politiker, 47. Bürgermeister von Toronto                                                   | 66    |       |
| 29. März | Helen Homans                         | US-amerikanische Tennisspielerin                                                                       |       |       |
| 29. März | Theodor Reismann-Grone               | Verleger und Bürgermeister von Essen                                                                   | 85    |       |
| 30. März | Paul Berger                          | deutscher Bildhauer                                                                                    | 59    |       |
| 30. März | Friedrich Bergius                    | deutscher Chemiker und Nobelpreisträger                                                                | 64    |       |
| 30. März | James Searle Dawley                  | US-amerikanischer Filmregisseur und Drehbuchautor                                                      | 71    |       |
| 30. März | Otto Güntter                         | deutscher Germanist und Direktor des Schiller-Nationalmuseums                                          | 90    |       |
| 30. März | Harald von Dänemark                  | dänischer Prinz                                                                                        | 72    |       |
| 30. März | Hans Marr                            | deutscher Schauspieler                                                                                 | 70    |       |
| 31. März | Johann Friedrich Dirks               | deutscher Journalist, Erzähler und bedeutender Heimatdichter                                           | 75    |       |
| 31. März | Margaret Giles                       | britische Bildhauerin, Medailleurin und Malerin                                                        | 80    |       |
| 31. März | Jakub Obrovský                       | tschechoslowakischer Maler, Bildhauer, Grafiker und Schriftsteller                                     | 66    |       |